# Юхнов
Ю́хнов — город в Калужской области России. Административный центр Юхновского района. Образует городское поселение город Юхнов.

## Этимология
Название от личного имени Юхно (производное от Юрий). С 1777 года — город Юхнов.

## География
Расположен на правом берегу Угры при впадении в неё Куновы, на автодороге А130 «Москва — Рославль — граница с Белоруссией», в 35 км от железнодорожной станции «Мятлевская» линии «Калуга — Вязьма», в 85 км к северо-западу от Калуги.
Климат умеренно-холодный. Средняя температура воздуха — 4,9 ° C. Среднегодовая норма осадков — 620 мм.
Меньше всего осадков выпадает в феврале, в среднем около 26 мм, а в июле — больше всего, в среднем около 84 мм.
Самый тёплый месяц — июль, температура в среднем 18,1 ° C. Январь — самый холодный месяц года, температура в среднем около −8.9 ° C.

## Население
| 1856  | 1897  | 1913  | 1923  | 1926  | 1931  | 1939  | 1959  | 1970  | 1979  | 1989  | 1992  |
| ----- | ----- | ----- | ----- | ----- | ----- | ----- | ----- | ----- | ----- | ----- | ----- |
| 1800  | ↗2249 | ↗5200 | ↘1796 | ↗2032 | ↗2085 | ↗3769 | ↗4083 | ↗5193 | ↗7178 | ↘6059 | ↘6000 |
| 1993  | 1996  | 1998  | 2000  | 2001  | 2002  | 2003  | 2005  | 2006  | 2007  | 2008  | 2009  |
| →6000 | ↘5800 | ↘5600 | ↗7400 | ↘7200 | ↗7692 | ↗7700 | ↘7500 | ↘7300 | ↘7200 | ↘7000 | ↘6840 |
| 2010  | 2011  | 2012  | 2013  | 2014  | 2015  | 2016  | 2017  | 2018  | 2019  | 2020  | 2021  |
| ↗7056 | ↘7008 | ↘6854 | ↘6726 | ↘6462 | ↘6292 | ↘6153 | ↘6079 | ↘5985 | ↘5901 | ↘5838 | ↗6610 |
| 2023  |       |       |       |       |       |       |       |       |       |       |       |
| ↘6470 |       |       |       |       |       |       |       |       |       |       |       |

На 1 января 2025 года по численности населения город находился на 1034-м месте из 1124 городов Российской Федерации.
Национальный состав
По итогам переписи населения 2020 года проживали следующие национальности (национальности менее 0,1 % и другое, см. в сноске к строке «Другие»):
| Национальность | Численность, чел. | Доля     |
| -------------- | ----------------- | -------- |
| Русские        | 5570              | 84,27 %  |
| Армяне         | 181               | 2,74 %   |
| Таджики        | 59                | 0,89 %   |
| Украинцы       | 37                | 0,56 %   |
| Узбеки         | 27                | 0,41 %   |
| Белорусы       | 25                | 0,38 %   |
| Осетины        | 21                | 0,32 %   |
| Азербайджанцы  | 16                | 0,24 %   |
| Татары         | 14                | 0,21 %   |
| Турки          | 10                | 0,15 %   |
| Чуваши         | 9                 | 0,14 %   |
| Другие         | 641               | 9,69 %   |
| Итого          | 6610              | 100,00 % |

## История
Юхнов известен с XV века, с момента основания на берегу Угры Юхновского Казанского мужского монастыря (Юхновская Пустынь). В 1611 году разрушен поляками, восстановлен в 1633 году.
В 1777 году указом Екатерины II получил статус города; с 1796 года — уездный город Юхновского уезда Смоленской губернии. Развитие города в XIX веке связано с проведением Московско-Варшавского шоссе. Местные купцы занимались скупкой хлеба, льняного семени, сырых кож и сплавом леса по Угре в Оку. До революции в городе работали два лесозавода.
В 1921 году город был практически уничтожен пожаром, однако вскоре был отстроен заново. Появились крахмальный завод, музыкально-игрушечная фабрика, льнозавод, типография.
С 1929 года Юхнов становится районным центром Юхновского района Сухиничского округа Западной области (с 1944 года в Калужской области).
В годы Великой Отечественной войны в районе Юхнова шли тяжёлые бои. С 5 по 7 октября 1941 года на Варшавском шоссе сводный отряд десантников (430 человек) под командованием майора И. Г. Старчака держал героически оборону у моста через реку Угру, и в 20-ти км. восточнее, на реке Изверь, ведя кровопролитные бои с превосходящими силами 57-го моторизованного корпуса вермахта. 6 октября на помощь десантникам подошло подкрепление — рота подольских курсантов (370 человек) и батарея 76-мм пушек. 9 октября 1941 года почти полностью погибший за время боёв отряд Старчака (в живых осталось 29 десантников и 30 курсантов) сменили части 17-й танковой бригады под командованием майора Н. Я. Клыпина.
| В Викитеке есть тексты по теме: « Доклад о боевых действиях отдельного парашютно-десантного батальона » | |
| | В Викитеке есть тексты по теме: «Доклад о боевых действиях отдельного парашютно-десантного батальона» |

И. Г. Старчак об обороне в районе Юхнова в октябре 1941 года:

Может быть, с точки зрения здравого смысла попытка сдержать небольшим отрядом наступление вражеских колонн казалась дерзкой и бессмысленной, но я считал и считаю, что излишняя осторожность и благоразумие не всегда приносят успех в военном деле…
Своими героическими действиями «старчаковцы» сорвали план быстрого захвата Малоярославца, и тем самым помогли выиграть необходимое время для организации обороны на подступах к Москве.
В начале 1942 года в этих местах сражались окружённые части ударной группы 33-й армии генерал-лейтенанта Михаила Ефремова, кавалеристы легендарного 1-го гвардейского кавалерийского корпуса под командованием Белова П. А..
Для защиты Юхнова немцы подтянули к городу дополнительно два армейских корпуса — 13-й и 26-й. Обе воюющие стороны придавали Юхнову первостепенное значение. Для вермахта это была дорога на Москву. Войскам Западного фронта путь на Вязьму и Смоленск.
Немецкое командование превратило город и подступы к нему в укрепленный район с долговременными огневыми точками и укрытиями. Город был освобожден 5 марта 1942 года в ходе Ржевско-Вяземской наступательной операции.
На западной окраине города, на месте боёв парашютистов и курсантов Подольских военных училищ возведён Курган Славы. Одна из улиц города Юхнова названа «Десантной», а И. Г. Старчаку было присвоено звание почётного гражданина города Юхнова.
Во время Великой Отечественной войны в Юхнове оккупанты устроили лагеря для советских военнопленных и гражданского населения. Здесь располагались 2-й армейский сборно-пересыльный пункт, 6-й армейский сборно-пересыльный пункт, 142-й дулаг.

## Экономика
- Лесообрабатывающие предприятия (ОАО «Орион», ГУ «Юхновсельлес»)
- филиал ООО «Новая звезда» (швейная фабрика)
- ОАО «Автомобилист» (перевозка пассажиров)
- малые предприятия по сборке и установке пластиковых окон (ООО «Матвей и Егор», ООО «Ланг Рос»)

Юхнов — центр сельскохозяйственного района: выращиваются рожь, пшеница, овёс, ячмень, лён. Разводят крупный рогатый скот, свиней, овец.

## Известные люди
В городе родились:
- Яншин, Михаил Михайлович (1902—1976) — советский актёр, режиссёр, народный артист СССР (1955)[44]
- Коптюг, Валентин Афанасьевич (1931—1997) — российский химик, вице-президент РАН[45]
- Русаков, Михаил Петрович (1892—1963) — советский геолог, академик АН Казахской ССР[46]

## Статьи и публикации
- Дабаин Баясхалан. Старчак. Известный и неизвестный // Спорт-Тамир : газета. — 2012. — 9 мая (№ 18). Архивировано 4 марта 2016 года.